# Верещагино (Московская область)
Вереща́гино — деревня в Орехово-Зуевском муниципальном районе Московской области. Входит в состав сельского поселения Дороховское. Население — 9 чел. (2010).

## Название
Название связано с некалендарным личным именем Верещага.

## Расположение
Деревня Верещагино расположена в юго-восточной части Орехово-Зуевского района, примерно в 30 км к юго-востоку от города Орехово-Зуево. Высота над уровнем моря 141 м.

## История
На момент отмены крепостного права деревня принадлежала помещику Кознову. После 1861 года деревня вошла в состав Старовской волости Егорьевского уезда. Приход находился в селе Красное.
В 1926 году деревня входила в Старовский сельсовет Красновской волости Егорьевского уезда.
До 2006 года Верещагино входило в состав Дороховского сельского округа Орехово-Зуевского района.

## Население
В 1885 году в деревне проживало 127 человек, в 1905 году — 188 человек (93 мужчины, 95 женщин), в 1926 году — 201 человек (83 мужчины, 118 женщин). По переписи 2002 года — 5 человек (3 мужчины, 2 женщины).
| 1859 | 1868 | 1885 | 1905 | 1926 | 2002 | 2006 |
| ---- | ---- | ---- | ---- | ---- | ---- | ---- |
| 99   | →99  | ↗127 | ↗188 | ↗201 | ↘5   | →5   |
| 2010 |      |      |      |      |      |      |
| ↗9   |      |      |      |      |      |      |